# Rudgea isthmensis
Rudgea isthmensis är en måreväxtart som beskrevs av Paul Carpenter Standley. Rudgea isthmensis ingår i släktet Rudgea och familjen måreväxter.
Artens utbredningsområde är Panamá. Inga underarter finns listade i Catalogue of Life.